# Vol Crossair 3597
Le 24 novembre 2001, l'Avro 146-RJ 100 assurant le vol Crossair 3597, un vol régulier reliant Berlin, en Allemagne, à Zurich, en Suisse, s'écrase sur une colline boisée près du village de Bassersdorf, lors de l'approche vers l'aéroport international de Zurich.
On dénombre 24 morts parmi les 33 passagers et membres d'équipage présents à bord ; les neuf survivants en ressortent blessés. Parmi les passagers se trouvaient les membres du groupe de musique allemand Passion Fruit (dont deux des trois chanteuses du groupe ont été tuées dans le crash) et la chanteuse Melanie Thornton du groupe d'Eurodance La Bouche. La future conseillère nationale (ZH/PS) Jacqueline Badran, également présente à bord, a, elle, survécu.

## Contexte de l'accident

### Avion
L'appareil impliqué est un Avro 146-RJ 100, construit par British Aerospace en 1996, sous le numéro de série E3291, et propulsé par quatre turboréacteurs à double flux AlliedSignal LF507-1F d'une poussée de 31,75 kN chacun,. Il effectue son vol inaugural le 16 août 1996 puis il est intégré au sein de la flotte de la compagnie aérienne suisse Crossair, qui en sera la seule propriétaire, le 22 août 1996. Il est certifié comme étant apte à voler par l'Office fédéral de l'aviation civile (OFAC) le lendemain et inscrit simultanément au registre matricule des aéronefs suisses sous l'immatriculation HB-IXM. Au moment de l'accident, la cellule de l'aéronef compte 13 195 heures de vol ainsi que 11 518 cycles décollage-atterrissage. Il a effectué son « contrôle de type C2 » (inspection complète ayant lieu tous les 12 à 18 mois) en mai 2000 et, d'après les conclusions du Bureau d'enquête sur les accidents d'aviation (BEAA), « rien ne montre qu’au moment de l’accident l’avion HB-IXM n’était pas en état de voler ».
La cabine est configurée avec 97 sièges passagers et trois strapontins destinés au personnel navigant commercial.

### Équipage
Le personnel navigant technique incluant :
- le commandant de bord Hans Ulrich Lutz, âgé de 57 ans, de nationalité suisse. Il totalise 19 441 heures de vol, dont 19 331 en qualité de commandant ;
- le copilote Stefan Löhrer, âgé de 25 ans, de nationalité suisse. Il totalise 490 heures de vol, dont 82 en qualité de commandant.

## Déroulement de l'accident
Le vol 3597 a décollé de l'aéroport de Berlin-Tegel à 21 h 1, avec à son bord 28 passagers, trois membres du personnel navigant commercial (PNC) et les deux pilotes dans le cockpit.
À leur arrivée dans l'espace aérien de Zurich, environ une heure après le décollage, les pilotes ont été autorisés à effectuer une approche en se servant du système d'atterrissage aux instruments (ILS) sur la piste 14, mais ont dû changer pour une approche de type VOR/DME sur la piste 28, en raison d'une politique de réduction des nuisances sonores s'appliquant après 22 h.
Les conditions de visibilité étaient mauvaises, en raison de la présence de nuages denses à basse altitude, et l'enregistreur phonique (CVR) a capté la transmission d'un autre vol de Crossair précédant le vol 3597, informant le contrôle aérien (ATC) qu'ils ne pouvaient pas voir la piste avant 2,2 milles (3,54 km).

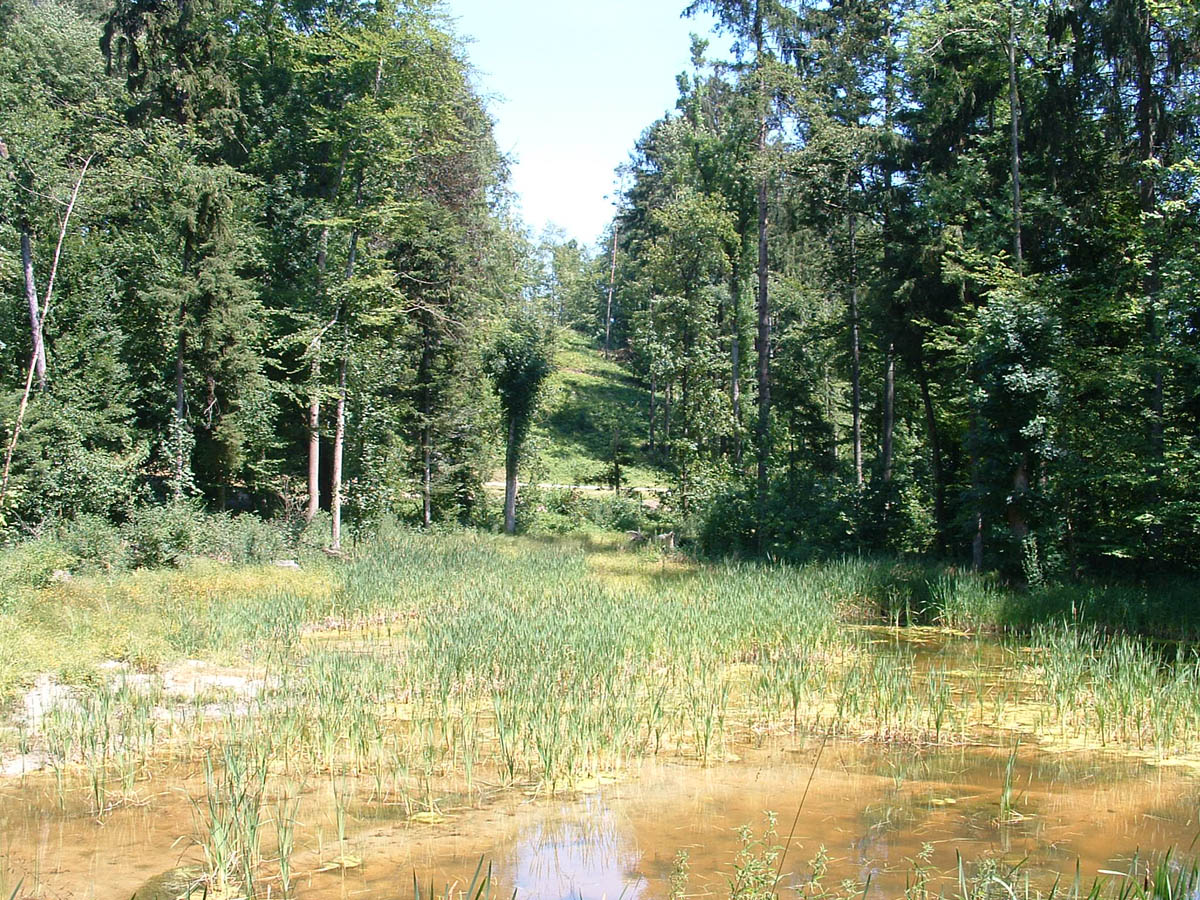
Photo montrant le site du crash du vol 3597, prise en juin 2003.

À 22 h 7, le vol 3597 s'est écrasé sur le flanc d'une colline boisée près de Bassersdorf, à environ 4 km de la piste 28, où il s'est disloqué en plusieurs morceaux et a pris rapidement feu. Vingt-quatre personnes ont péri dans l'accident, dont les deux pilotes et un des trois PNC, tandis que sept passagers et les deux autres PNC présents à bord ont survécu.

## Enquête et causes de l'accident
Bien que le commandant de bord, Hans Ulrich Lutz, fût un pilote expérimenté, ses compétences furent rapidement examinées de près par les enquêteurs du Bureau d'enquête sur les accidents d'aviation suisse (BEAA). Ils ont conclu que l'accident était un impact sans perte de contrôle (CFIT) causé par une série d'erreurs de pilotage et de navigation qui ont fait dévier l'avion de sa trajectoire de descente normale.
Le vol 3597 devait initialement atterrir sur la piste 14, la principale piste d'atterrissage de l'aéroport international de Zurich, qui était équipée d'un système ILS fournissant un guidage latéral et vertical vers la piste. L'enregistreur phonique (CVR) enregistre les discussions entre le commandant Lutz et le copilote Löhrer sur l'approche vers la piste 14, ainsi que la demande du commandant au copilote d'annoncer l'altitude lorsque l'avion atteindrait 100 pieds (30 m) au-dessus de l'altitude de décision (DA) - l'altitude à laquelle une décision d'atterrir ou d'effectuer une approche interrompue doit être immédiatement prise par les pilotes. 
Cependant, le vol 3597 était en retard et n'allait atteindre Zurich qu'après 22 h 0, ce qui nécessitait une modification de son plan d'approche. Afin de se conformer à une nouvelle loi des autorités suisses visant à réduire la pollution sonore créée par les avions en approche en fin de soirée, qui passent au-dessus du sud de l'Allemagne, le contrôle aérien de Zurich a redirigé tous les vols en approche finale depuis la piste 14, alors équipée d'un ILS, vers la piste 28, imposant aux pilotes une approche moins précise, de type VOR/DME. Ce changement de piste a forcé le commandant à abandonner son approche ILS prévue et a obligé le copilote à consulter les cartes Jeppesen pour la piste 28. Les cartes comprenaient notamment un nouvel ensemble d'informations et de paramètres d'approche, dont la plus cruciale est l'altitude minimale de descente (MDA) plus élevée.
La MDA indique l'altitude minimale pour voler en toute sécurité au-dessus de tout obstacle ou relief dans la trajectoire d'approche finale avant d'établir un contact visuel avec la piste. Contrairement à l'altitude de décision durant une approche de précision, la MDA exige qu'après avoir franchi le repère d'approche finale, le pilote descende et maintienne l'altitude minimale jusqu'à ce qu'il signale que la piste soit en vue, ce qui permet d'effectuer l'atterrissage à vue en toute sécurité. Contrairement à l'approche ILS, qui affiche la position latérale et verticale, l'approche VOR/DME affiche uniquement la position latérale de l'avion et sa distance par rapport à la piste. En raison du risque accrue d'erreur de l'azimut associée à l'utilisation du VOR et du manque de guidage vertical vers la piste, la MDA est donc souvent plus élevée que l'altitude de décision utilisée lors d'une approche ILS.
Bien que les deux pilotes étaient basés à Zurich et que le CVR reprenne la question du commandant Lutz au copilote Löhrer concernant la familiarité de ce dernier avec l'approche vers la piste 28, ce que le copilote a confirmé avoir déjà fait, le commandant a mis l'avion dans une descente trop rapide qui a amené le vol 3597 à la MDA beaucoup trop tôt. Lorsque le copilote a signalé que l'avion avait atteint 100 pieds au-dessus de la MDA, le CVR enregistre le commandant demandant à son copilote : « Avons-nous un contact visuel avec le sol ? » ; le copilote Löhrer a hésité avant de répondre : « Oui ». Cependant, les simulations de vol programmées avec l'heure de la journée, le relief et les conditions météorologiques auxquels l'équipage faisait face à ce moment-là ont permis aux enquêteurs de déterminer que les deux pilotes pouvaient seulement voir le terrain vallonné au-dessus duquel l'avion volait à ce stade de l'approche. 
En atteignant la MDA à 2 400 pieds (730 m), le commandant a déclaré qu'il avait un « contact avec le sol » et qu'il continuerait l'approche, puis a délibérément fait descendre l'avion en dessous de la MDA sans avoir le contact visuel requis avec les feux d'approche ou la piste, une grave erreur de pilotage qui a finalement conduit à l'accident. Le fait que le copilote n'ait fait aucune tentative pour empêcher la poursuite de la descente en dessous de la MDA a également contribué au crash. le commandant Lutz a commis une erreur supplémentaire en ne surveillant pas le DME pendant son approche ; le CVR a enregistré le commandant Lutz récitant presque tous ses faits et gestes dans le cockpit, mais n'a enregistré aucune lecture du DME après une première vérification, effectuée par le copilote Löhrer à 6 milles nautiques (11 km) de la piste 28. 
Quelques instants avant l'accident, un commentaire du commandant Lutz a indiqué aux enquêteurs qu'il pensait être à ou près de 2,2 milles nautiques (4 km) de la piste 28. Au lieu de cela, il était à plus de 4 milles nautiques (7 km) de la piste et n'aurait pas pu la voir, en raison de la présence d'une colline sous la MDA à 2 400 pieds (730 m), qui obscurcissait son champ de vision. Juste avant l'impact, la voix synthétique de l'avertisseur de proximité du sol (GPWS) a annoncé que le radioaltimètre indiquait 500 pieds (152 m) au-dessus du sol et, une seconde plus tard, la voix synthétique a donné le message GPWS « minimum », qui s'est déclenché lorsque le radioaltimètre a indiqué 300 pieds (91 m).  
Même si le commandant Lutz a finalement réalisé que son incapacité à voir la piste d'atterrissage signifiait qu'il devait initier une manœuvre d'approche interrompue (appelée « remise de gaz »), il l'a effectuée trop tardivement ; les moteurs de l'avion n'ont pas pu monter en puissance assez vite pour générer une poussée suffisante, afin de grimper au-dessus de la colline qui obstruait sa vue, et le vol 3597 s'est finalement écrasé sur le flanc de la colline à 22 h 07.

### Rapport final

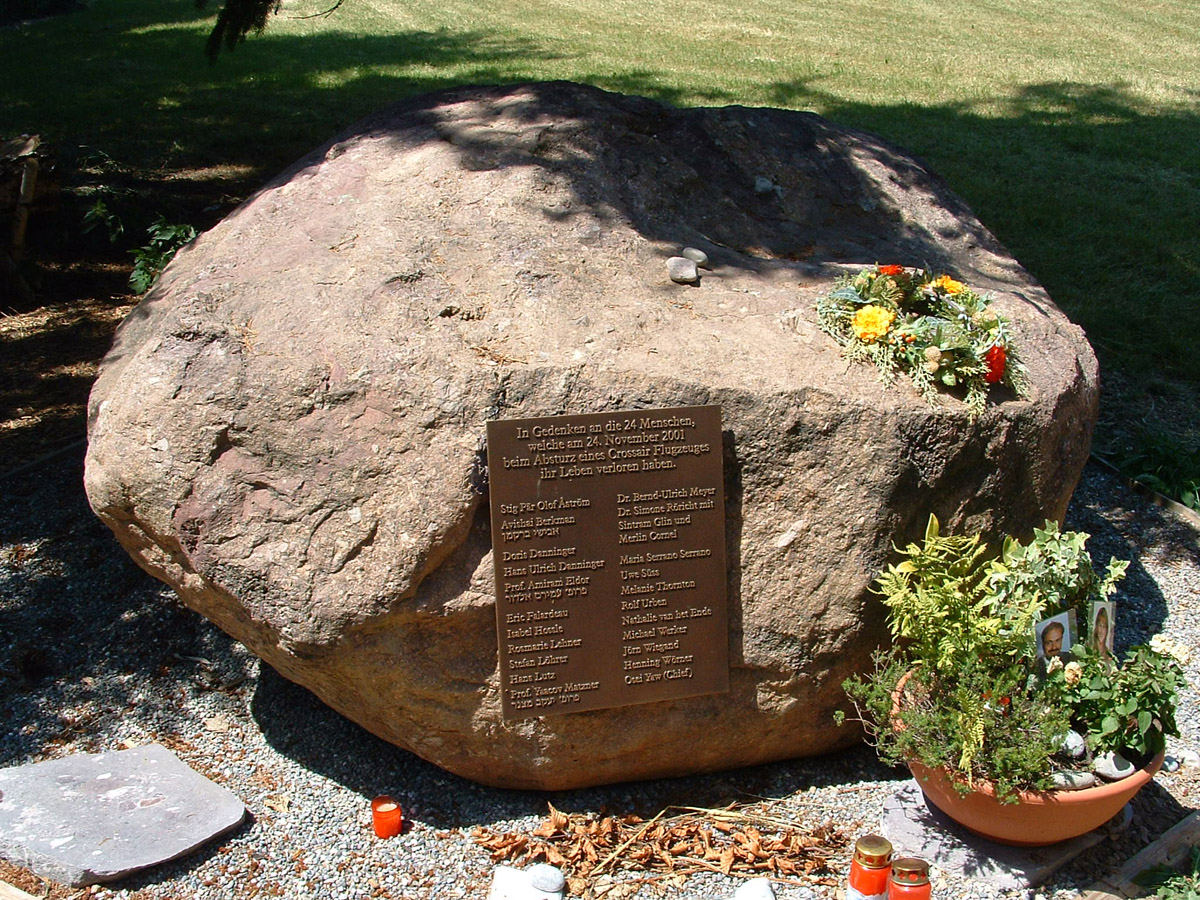
Mémorial en souvenir des victimes de l'accident.

Le rapport du BEAA, publié en janvier 2004, a déterminé que le commandant Lutz n'avait pas exécuté correctement les procédures de navigation et d'atterrissage standards à plusieurs reprises, mais aucune mesure n'avait été prise par Crossair pour l'empêcher de piloter un avion de transport de passagers. Il avait à deux reprises omis de mettre à niveau ses certifications de vol vers le McDonnell Douglas MD-83, un avion plus complexe que ceux qu'il pilotait à l'origine, en raison d'une compréhension insuffisante de ses systèmes de navigation informatisés. Le rapport a également documenté le rôle de Lutz dans la perte complète d'un Saab 340 de Crossair, en rentrant son train d'atterrissage alors qu'il était encore sur le tarmac, ce qui a conduit la compagnie aérienne à le relever de ses fonctions d'instructeur de vol en 1991.
Malgré ces manquements avérés, la compagnie aérienne a continué à l'autoriser à transporter des passagers, en raison d'un manque apparent de pilotes qualifiés, et il a continué à démontrer son manque de compétence en tant que pilote de ligne via plusieurs incidents. Parmi eux, il y a notamment eu un incident grave lors de l'approche finale de l'aéroport de Lugano, où Lutz est passé à 300 pieds (91 m) d'une collision avec la rive du lac de Lugano, au cours d'une descente dangereusement rapide à 4 000 pieds/min (20 m/s) ; on compte également une erreur de navigation lors d'une visite touristique au-dessus des Alpes, qui a fait s'éloigner l'avion de sa trajectoire vers Sion. 
Lors de cet incident particulier, il a raté son approche vers Sion et a tourné au-dessus de ce qu'il pensait être l'aéroport de Sion pendant plusieurs minutes, avant que les passagers ne repèrent des panneaux routiers en italien ; l'erreur de navigation les avait fait passer au-dessus du col du Grand-Saint-Bernard, et l'aéroport qu'ils ont survolé était en fait l'aéroport de la Vallée d'Aoste, en Italie.
Le rapport final du BEAA indique que d'autres facteurs ont également contribué à cet accident :
- La colline sur laquelle l'avion s'est écrasé n'était pas indiquée sur la carte d'approche Jeppesen utilisée par l'équipage.
- Malgré le terrain vallonné qui l'entoure, la piste 28 n'était pas équipée d'un système de détection d'altitude minimum (en) (MSAW), qui prévient les contrôleurs aériens en cas d'altitude d'approche trop basse.
- Les différents moyens pour déterminer la visibilité sur la piste 28 de l'aéroport de Zurich étaient inadéquats.
- Les minima visuels au moment de l'accident étaient en réalité inappropriés pour utiliser l'approche VOR/DME de la piste 28.
- Une jeune contrôleuse aérienne inexpérimenté se trouvait seule dans la tour de contrôle pour assurer le dernier atterrissage de la journée, le superviseur du contrôle aérien étant parti avant la fin de son poste. Sans qu'il y ait d'erreur de sa part, la présence d'un contrôleur plus expérimenté aurait peut-être permis à l'avion d'atterrir sur la piste 14, compte tenu des mauvaises conditions météorologiques.

## Médias
L'accident a fait l'objet d'un épisode dans la série télé Air Crash nommé « Le drame de l'incompétence » (saison 10 - épisode 1).